# NGC 2692
NGC 2692 este o galaxie LINER situată în constelația Ursa Mare. A fost descoperită în 17 martie 1790 de către William Herschel. Se află la o distanță de 60 de megaparseci de Pământ.